# Суров, Аркадий Геннадьевич
Суров Аркадий Геннадьевич (род. 16 апреля 1964) — украинский писатель. Член НСПУ.

## Биография
Родился 16 апреля 1964 года в городе Пермь, на Урале. В 1970 году семья переехала в Николаев, на родину матери. С тех пор Аркадий Суров живёт на юге Украины. 1981 году поступил в Николаевский кораблестроительный институт имени адмирала С. О. Макарова, но обучение не закончил. 1985—1987 гг. — служба в химических войсках в городе Борисове. 2002 году получил высшее образование в Николаевском государственном университете имени В. А. Сухомлинского по специальности преподаватель русского языка и зарубежной литературы.

## Творчество
Стихи начал писать в детстве, а в 1996 году в Николаеве вышла первая книга «Производитель впечатлений» (1996). Впоследствии вышли книги поэта — «Ближнее плавание» (1998, г. Николаев), «Голоса над морем» (2000, г. Николаев), «Стихи» (2003, г. Николаев), «Книга на четверых» — сборник в составе четырёх авторов (2005, г. Санкт Петербург), «Внутреннее пространство» (2008, г. Николаев), «Колесо Футарка» (2011, г. Николаев), «Николаев. Николаев. Николаев» (2018, г. Николаев).
В 2000 году Аркадий Суров стал призёром Международного конкурса «Неизвестные поэты России», проведенного ПЕН-клуб, под эгидой ЮНЕСКО. В 2007 году был принят в Союз писателей России.
В 2016 году стал членом Национального союза писателей Украины.
Аркадий Геннадьевич много публикуется в периодической печати, Интернете, альманахах и сборниках в Украине и за рубежом, выступает в школах, библиотеках, высших учебных заведениях, ведет активную творческую жизнь.